# 蒙古自治政府

蒙古自治政府旗帜

蒙古自治政府（1949年8月10日—12月）是中华民国大陆时期的一个割据政权。
1949年4月初，德穆楚克栋鲁普（德王）得到阿拉善旗扎萨克亲王达理扎雅的同意来到阿拉善旗，随即提出开展“蒙古自治”，并在定远营建立“蒙古自治筹备委员会”，原计划推举伊克昭盟副盟长阿勒坦鄂齐尔为主任委员，但其于4月16日病逝，遂由德王担任主任委员。经过一番筹备，在得到国民政府批准后，8月5日，蒙古自治代表大会正式开幕，出席大会的有乌兰察布、伊克昭两盟各旗、绥东4旗、土默特旗、阿拉善旗、额济纳旗以及国民政府西北军政长官公署和宁夏省政府派出的代表，共有100余人。10日，蒙古自治政府宣告成立，德王和达理扎雅分别担任主席和副主席，吴鹤龄和陈那逊巴图分别担任“蒙古议会”议长和副议长。
蒙古自治政府成立后不久，中国人民解放军占领兰州，向宁夏挺进，进抵中宁县一带。德王见势不妙，于9月初与20多名追随者带上蒙古自治政府的招牌和公章从定远营出走，到达阿拉善旗北部的图克木庙（又称土后木庙）；途中，李守信、宝贵廷和苏和巴图尔带领一支队伍从陶乐县前来投奔。在图克木庙，德王改组蒙古自治政府；以海福泉为“蒙古议会”代理议长；重组“蒙古军总司令部”，德王兼任总司令，任命李守信为副总司令，宝贵廷为总参谋长；改用原蒙疆联合自治政府的旗帜和成吉思汗纪年，表明与国民政府没有隶属关系。德王还拟定经额济纳旗入青海过西藏，逃亡印度，“等待第三次世界大战发生，再行卷土重来”的西进计划（后来，这一计划没有执行）。而达理扎雅决定留在定远营，等待解放军的到来，德王走后，他将蒙古自治政府留下的人员改组为西蒙自治政府，自任主席；10月中旬，达理扎雅取消西蒙自治政府，和平归附中华人民共和国中央政府。
由于缺乏补给，蒙古自治政府的部队在图克木庙一带大肆抢掠牧民，并与阿拉善旗保安队发生武装冲突。后来，德王率领部队移驻拐子湖，流窜阿拉善旗西北草地，经过10几个“巴嘎”（蒙古牧区的基层组织），抢夺、宰食骆驼3000峰。
1949年12月，德王与李守信、陶克陶、达格敖斯尔等人逃至蒙古人民共和国边境的察干套老盖。1950年2月27日，德王被蒙古人民共和国逮捕；9月18日，被引渡回中国。